# Castell de l'Alberg
El Castell de l'Alberg o Can Caramany és un casal fortificat del municipi de Corçà (Baix Empordà). Està declarat com a bé cultural d'interès nacional.

## Descripció
Està situat vora la carretera, a la banda de ponent de la vila. És un edifici de grans dimensions, de planta rectangular amb torres angulars a tramuntana. Consta de planta baixa i dos pisos, amb cobertes de teula. La façana principal, encarada a migdia, davant d'un jardí de gust romàntic, presenta porta d'accés d'arc de mig punt. La resta d'obertures són amb llindes. A la façana posterior i a la lateral hi ha arcades a la planta baixa que serveixen de suport a una terrassa del primer pis. Són remarcables les estances interiors.

## Història
L'edifici és la casa pairal de la família Caramany. Té l'origen en els segles XVI-XVII, encara que en etapes posteriors ha experimentat nombroses modificacions. La capella de Sant Judes, que es troba integrada al conjunt, va ser bastida al segle xvi.